# Banco Central de la República Argentina

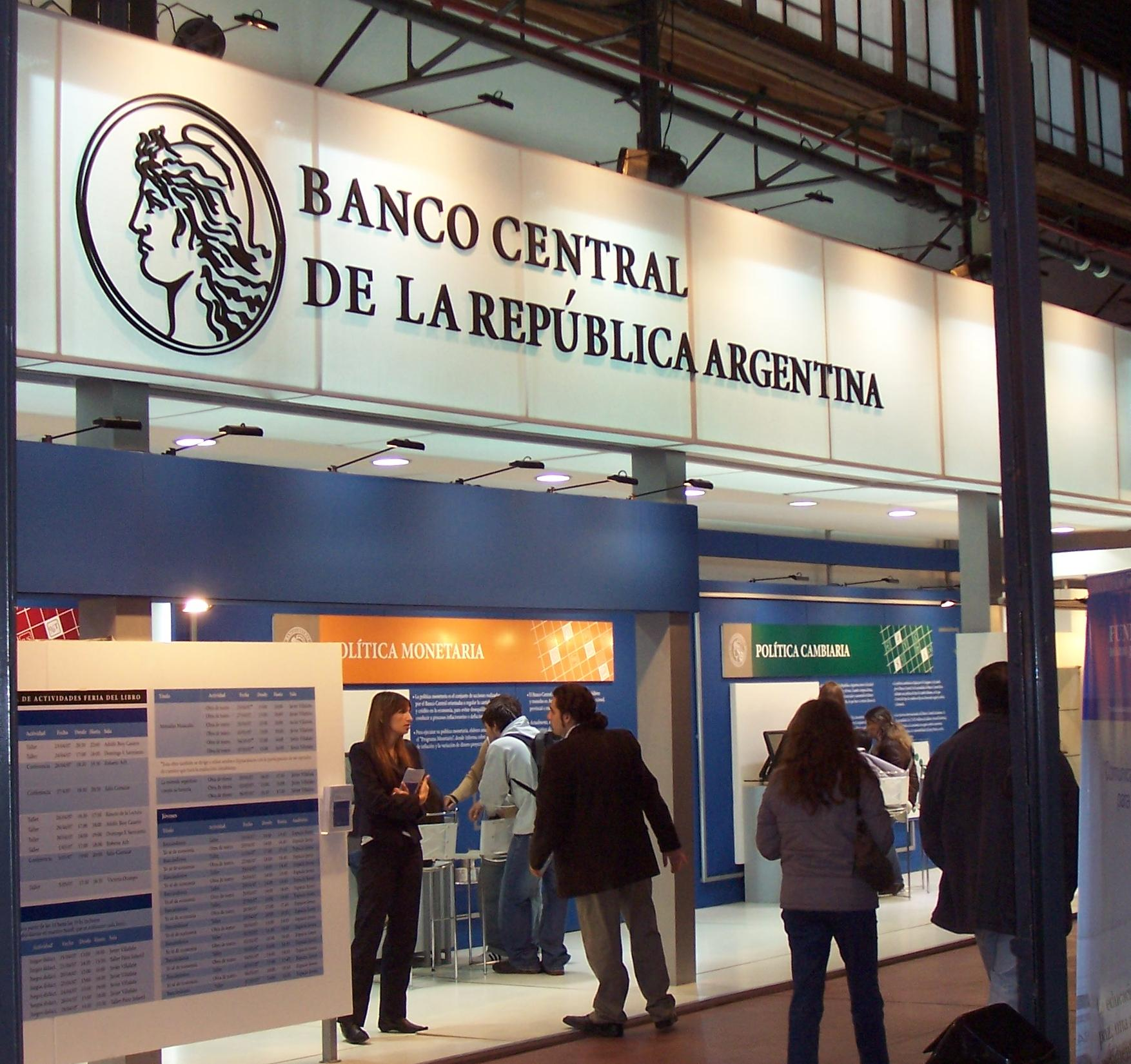
El Banco Central de la República Argentina en la Feria del Libro de Buenos Aires.

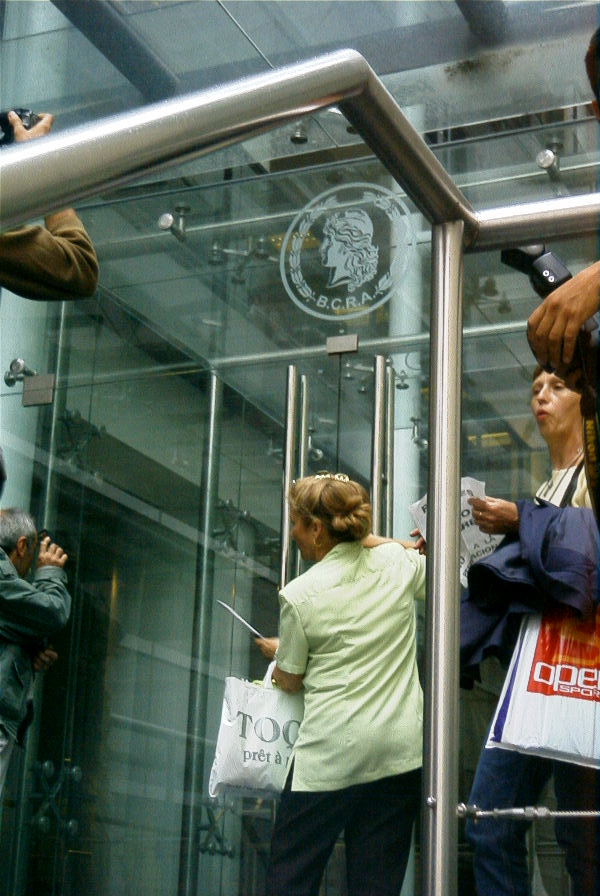
Manifestación contra el Corralón en las puertas de la entidad en febrero de 2002.

El Banco Central de la República Argentina (BCRA) es el organismo rector del sistema financiero de la República Argentina, encargado de la política monetaria del país. Fue creado en 1935, durante el gobierno de Agustín Pedro Justo, mediante las leyes 12155 a 12160, promulgadas el 28 de mayo. Ese mismo día dejó de existir la Caja de Conversión, vigente desde 1890. El Banco Central de la República Argentina entró en operaciones el 6 de junio de ese año como una entidad mixta, cuyo capital estaba compuesto en partes iguales por el Gobierno de la República Argentina, y la otra mitad por los bancos nacionales y extranjeros establecidos en el país. Fue nacionalizado el 25 de marzo de 1946 por un decreto firmado por el presidente de facto Edelmiro Farrell, influenciado por el entonces presidente electo Juan Domingo Perón.
La Carta Orgánica que rige al Banco Central de la República Argentina (Ley 24144) define en su artículo 1.º al banco central como una entidad autárquica del Estado nacional.
En el artículo 3.º, enumera los objetivos de esta Institución: «El banco tiene por finalidad promover, en la medida de sus facultades y en el marco de las políticas establecidas por el gobierno nacional, la estabilidad monetaria, la estabilidad financiera, el empleo y el desarrollo económico con equidad social».
La estabilidad monetaria es el objetivo primordial del Banco Central de la República Argentina. El foco central de esta Institución es fortalecer el peso argentino logrando una inflación en línea con sus objetivos establecidos en el Plan Monetario. A su vez, la estabilidad financiera será la vía a través de la cual el Banco Central de la República Argentina podrá aportar al último objetivo de su misión: el del desarrollo económico con equidad social.

## Historia

### Contexto
A fines de la década de 1920, la economía argentina experimentaba una caída en la actividad económica, asociada con el desplome de los precios internacionales de las exportaciones y con la reversión del ingreso de capitales. La importante entrada de capitales que primaba con anterioridad al estallido de la Primera Guerra Mundial, prácticamente se había detenido con el comienzo de la Gran Depresión.
El régimen de patrón oro que se aplicaba en ese momento en el país, implicaba un sistema automático donde el oro o las divisas eran cambiados por moneda nacional en la Caja de Conversión a un tipo de cambio fijo. Este régimen cambiario no permitía flexibilidad en la variación del tipo de cambio, y como consecuencia, en momentos de tensión, se recurría habitualmente a la suspensión de la convertibilidad.
Fue así, que hacia fines de 1929 se juzgó necesario abandonar el régimen de patrón oro para evitar la salida de metálico del país. Sin embargo, se realizaron exportaciones de oro para atender servicios de la deuda pública y también para tratar de estabilizar el valor de la moneda. La salida de Gran Bretaña del patrón oro motivó que, hacia fines de 1931, se aplicara en la Argentina un sistema de control de cambios que Raúl Prebisch, años más tarde, identificaría como absolutamente necesario para llevar adelante una «política monetaria nacional».
Por su parte, en lo que refiere al sistema bancario, el Banco de la Nación Argentina (BNA) funcionó como un «prestamista de última instancia», dada la ausencia de un banco central en el país. En 1931, el BNA acude por primera vez a la Caja de Conversión para conseguir recursos, haciendo uso de la antigua ley de redescuento de 1914. De esta manera, se incorpora una fuente de creación de dinero, dado que los préstamos al sistema financiero redundarían en una expansión de la base monetaria. Otra fuente fue el sector externo, siendo que las entradas de oro a la Caja de Conversión determinaban el aumento de la oferta monetaria, y las salidas de oro una contracción de la misma. La tercera fuente de creación de dinero fue incorporada en 1932 con la colocación del Empréstito Patriótico, que permitió a la Caja de Conversión efectuar préstamos al Gobierno.
Si bien existieron varios intentos de impulsar la creación de un banco central en la Argentina, algunos proyectos no lograron avanzar en el Congreso. La interrupción de la conversión en 1929, determinó que la Oficina de Investigaciones Económicas, organizada dentro del BNA y formalizada en 1928 (incorporándose Raúl Prebisch como su director), argumentara sobre la necesidad de estudiar la creación de un banco central.

### Creación del BCRA
En la década de 1930 se elaborarían tres proyectos de creación de un banco central. El primero, en 1931, surgió del seno de la «Comisión Uriburu», presidida por el ministro de Hacienda Enrique Uriburu y en el que Prebisch participó activamente.
Hacia 1933, el nuevo Ministro de Hacienda, Alberto Hueyo, convoca a Sir Otto Niemeyer, del Banco de Inglaterra, para que elaborara un nuevo proyecto de creación de un banco central y otro de Ley de Bancos.
Sin embargo, en 1934, Federico Pinedo (ahora a cargo del Ministerio) solicita a Prebisch revisar el proyecto. De este modo, se introdujeron importantes cambios a fin de dotar a la autoridad monetaria de elementos para la adopción de políticas anticíclicas, incorporar la necesidad del saneamiento bancario que se materializaría a fines de diciembre de 1935 con la creación del Instituto Movilizador de Inversiones Bancarias, y organizar la Inspección de Bancos bajo la dependencia del Banco Central.
El 28 de marzo de 1935, se promulga la Ley de Bancos, y el Banco Central de la República Argentina comienza a funcionar el 31 de mayo de 1935, en medio de una reforma monetaria y financiera que permitió reunir distintas funciones en un único organismo rector del sistema financiero.
El primer presidente del BCRA fue Ernesto Bosch, y Raúl Prebisch el primer gerente general. Desde sus inicios, el Banco Central fue instrumentado para llevar adelante operaciones de redescuento hacia los bancos comerciales, vigilar el cumplimiento de la Ley de Bancos, ser el agente financiero del gobierno y regular la cantidad de dinero y crédito de la economía. La ley de creación del BCRA establecía que sería una institución mixta, donde el capital era aportado mitad por el Gobierno Nacional y la otra mitad por bancos nacionales y extranjeros establecidos en el país.

### Nacionalización del BCRA
El 25 de marzo de 1946, el presidente de facto Edelmiro Farrell sanciona el decreto 8503, ratificado luego por la Ley 12962, por el cual se nacionalizó el Banco Central y todo el sistema bancario argentino.
En junio de ese año asume como presidente Juan Domingo Perón, quien se había impuesto en las elecciones de febrero. Los planes económicos del gobierno que asumió necesitaban contar con las herramientas que permitieran poner en manos del Estado los elementos idóneos para poder cumplirlos. En ese sentido, el BCRA asume un rol más amplio en la búsqueda del pleno empleo y el desarrollo económico.
Las metas del gobierno eran que los industriales tuvieran fondos a su disposición para desarrollarse y satisfacer las necesidades del comercio externo e interno, mediante mecanismos de crédito no supeditados a intereses de bancos particulares ni a empresas extranjeras. La economía argentina de posguerra necesitaba que el Banco de la Nación Argentina pudiera hacer operaciones de gran volumen, para lo cual era clave el apoyo de todo el régimen bancario.
Las facultades que necesitaba el gobierno le fueron concedidas por esta nueva ley al Banco Central. Por ella, se dispuso la nacionalización de los depósitos bancarios que, en lo sucesivo, fueron recibidos por el Banco Central, por cuenta de la Nación. La nacionalización del Banco Central puso además en manos del Gobierno nacional, y por lo tanto, bajo su completa responsabilidad la emisión de la moneda, la regulación del crédito y la fijación de la política de cambios.
Para complementar las funciones del Banco Central, se crearon los siguientes organismos:
- Por Ley 15350, del año 1946, se creó el Instituto Argentino de Promoción del Intercambio (IAPI).
- Instituto mixto de Inversiones Mobiliarias, que organizó diversas disposiciones para reglamentar el mercado bursátil.
- Consejo Económico y Social, que fue absorbiendo parte de las funciones que tenía el Banco Central nacionalizado.
- Se incorporó la ya existente Caja Nacional de Ahorro Postal, como dependencia del Banco.

### Revolución Argentinay nueva carta orgánica (1955-1957)
El 16 de septiembre de 1955, un golpe militar derrocó el gobierno de Juan D. Perón, instaurando el gobierno de facto autodenominado Revolución Libertadora.
La dictadura militar de Pedro Eugenio Aramburu modificó, entre otras, la carta orgánica del Banco Central, mediante el decreto ley 13126/1957. Los objetivos de esta reforma eran liberalizar el sistema financiero, eliminar la nacionalización de los depósitos y la asignación por el Banco Central del crédito. Al Banco se le otorgó un mayor grado de autonomía pero se prescribe que en el ejercicio de sus funciones se debía seguir las «directivas fundamentales del gobierno nacional en materia de política económica». Asimismo, se limitó el monto que el Banco puede prestarle al gobierno pero no se abandonó completamente el rol de la autoridad monetaria en el direccionamiento del crédito productivo, a través del control de la tasa de interés y el otorgamiento de redescuentos que permitían bajar sustancialmente el costo financiero de los proyectos de inversión.

### Última dictadura militar (1976-1983)
En 1976, tras tomar el poder la dictadura militar liderada por Jorge Rafael Videla se nombró al frente del Banco Central al economista Adolfo Diz, quien permencería en el cargo hasta 1981. Durante este período se implantó un sistema de devaluación programada, apodado «la tablita» en referencia a la tabla de fechas que indicaban los valores del tipo de cambio a seguir. La inflación fue alta, desde el 1976 hasta el 1979, el promedio anual saltó a la cifra de 227 %.
Videla fue reemplazado por Roberto Eduardo Viola en 1981 pero este solo duraría unos meses antes de dejar la presidencia en manos de Galtieri y esta a su vez, luego de la Guerra de Malvinas quedaría en manos de Bignone. Bignone nombraría a Domingo Cavallo y luego a Julio González del Solar al frente del Central. González del Solar estatizaría diecisiete mil millones de dólares de deuda de empresas privadas mediante la circular A251.

### Décadas de 1980 y 1990
Durante el gobierno de Raúl Alfonsín (1983-1989) se sucedieron cuatro presidentes en el BCRA: Enrique García Vázquez (1983-1985), Juan José Alfredo Concepción (1985-1986), José Luis Machinea (1986-1989) y nuevamente Enrique García Vázquez (1989). En junio de 1985 el gobierno lanza el plan Austral para contener la inflación, que supuso la creación de una nueva moneda que reemplazaría al peso (el Austral) y la desindexación de contratos. El plan funcionó bien en un principio pero terminó con un rebrote inflacionario en 1988 y para el año siguiente el país entraría en hiperinflación.
La presidencia de Carlos Menem (1989-1999) comienza con un período de inestabilidad en el Banco Central, en el cual se suceden seis titulares del Banco Central en menos de dos años. Entre ellos el que se mantuvo durante un período más prolongado en el cargo fue Javier González Fraga. En febrero de 1991 asume en el BCRA Roque Fernández. Unos meses después se aprueba la Ley de Convertibilidad (ley n.º 23928), por la cual a partir del 1 de enero de 1992 un peso equivalía a un dólar estadounidense. De esta forma, el Banco Central se convirtió de hecho en una Caja de conversión, estando obligado a respaldar a cada peso en circulación.
La ley n.º 20539 de 1992 reformó la carta orgánica del BCRA que estaba vigente desde 1957 permaneció vigente hasta la reforma del año 1992. Las modificaciones se hicieron para acompasar la misión y funciones del Banco Central a los lineamientos de la política económica y en particular a la convertibilidad del peso con el dólar estadounidense.
En 1996 Roque Fernández deja su cargo frente al BCRA para asumir como Ministro de Economía, siendo reemplazado por Pedro Pou. Pou ocupó el cargo hasta abril de 2001 cuando fue removido por el entonces presidente Fernando de la Rúa en el medio de escándalos de corrupción y defraudación al estado, y de un enfrentamiento con el ministro Cavallo debido a la propuesta de Pou de dolarizar la economía.

### Décadas de 2000-presente
Tras la crisis de 2001 el gobierno interino de Eduardo Duhalde nombró a Mario Blejer como presidente del BCRA, quien renunció cinco meses después debido a «la falta de garantías para reestructura el sistema financiero» y por su postura afín a la dolarización de la economía que no era compartida por el gobierno. En su reemplazo asumió Aldo Pignanelli y luego Alfonso Prat-Gay.
En mayo de 2003 asume la presidencia de Néstor Kirchner, tras ganar las elecciones y decide mantener al frente del BCRA a Prat-Gay hasta finales de 2004. En septiembre de 2004 es reemplazado por Martín Redrado, quien se mantiene en el cargo durante buena parte del primer gobierno de Cristina Fernández de Kirchner. En diciembre de 2009 mantuvo un conflicto con la presidenta a causa del proyecto del gobierno para crear el Fondo del Bicentenario con el excedente de reservas del Banco Central, con el fin de garantizar el pago de los intereses de la deuda externa. Ante la demora de Redrado en implementar ese fondo, la presidenta firmó un DNU el 7 de enero para destituirlo. La medida fue judicializada pero finalmente Redrado renunció al cargo el 29 de enero de 2010.
Redrado fue sucedido de manera interina por Miguel Ángel Pesce y posteriormente se designó a Mercedes Marcó del Pont en el cargo. En 2011, el gobierno aumentó los controles sobre la compra de divisa, requiriendo que los compradores pidieran autorización a la AFIP para realizar la transacción. En 2014 se volvió a permitir la compra de divisas para ahorro para particulares con ingresos declarados ante la AFIP que mostraran solvencia suficiente. con un 20 % en concepto de «adelanto de ganancias».
Durante la presidencia de Mauricio Macri (2015-2019) se sucedieron tres presidentes del BCRA. El primero fue Federico Sturzenegger, quien ocupó el cargo entre el 11 de diciembre de 2015 y el 14 de junio de 2018. Una de las primeras medidas del gobierno de Macri fue poner fin al «cepo cambiario». Sturzenegger aplicó un esquema de metas de inflación, utilizando la tasa de interés para intentar controlar la inflación. Durante su gestión la tasa de interés aumentó de forma abrupta al 40 por ciento, pero no sirvió para contener la inflación que acumuló un aumentó del 95 % ni el valor del peso, que se devaluó un 175 %. En su reemplazo asumió Luis Caputo, quien se mantuvo tres meses en el cargo. Para frenar la devaluación reemplazó las Lebacs que había emitido su antecesor por Leliq (Letras de Liquidez), que tenían un vencimiento de 7 días. Poco después de asumir, se desató una crisis cambiaria que provocó una fuerte caída de los bonos y acciones argentinas, el aumento del riesgo país en 700 puntos, y la depreciación de la moneda local. Tras su renuncia asumió Guido Sandleris quien adoptó un esquema de control de los agregados monetarios, abandonando el régimen de metas de inflación. El esquema monetario se complementó con la definición de zonas de intervención y no intervención cambiaria. Debido a la inestabilidad cambiaria Sandleris reintrodujo el «cepo cambiario» con un límite de 10 000 USD al mes, que a finales de octubre fue reducido a 200 USD.
En diciembre de 2019 asumió como presidente Alberto Fernández, quien mantuvo el «cepo» introducido por la gestión de Macri y le sumó un impuesto del 30 % a la compra de divisas, conocido como Impuesto PAIS. Fernández nombró a Miguel Ángel Pesce como titular del Banco Central. La gestión de Pesce recortó la tasa de política monetaria del 63 % que recibió al momento de asumir a 48 % a fines de enero y luego al 38 % para principios de marzo. En vista del incremento de personas que accedían a la compra de dólares y con el objetivo de frenar la creciente disminución de reservas, en septiembre de 2020 se aumentaron las restricciones cambiarias mediante una serie de nuevos requisitos para poder acceder a la compra de divisas, que le quitarían el acceso a la compra de dólares a unos tres millones de personas. Esto generó ocho días hábiles de «feriado cambiario», en los que los bancos no vendieron dólares para adecuarse a la nueva reglamentación.
En diciembre de 2023 asumió como presidente Javier Milei, el cual en sus propuestas de gobierno incluye adoptar el dólar estadounidense y por consecuencia, cerrar el banco central. Sin embargo, en abril de 2024 reconoció que el plan para dolarizar la economía no se implementó por temor a un juicio político.

## Sede

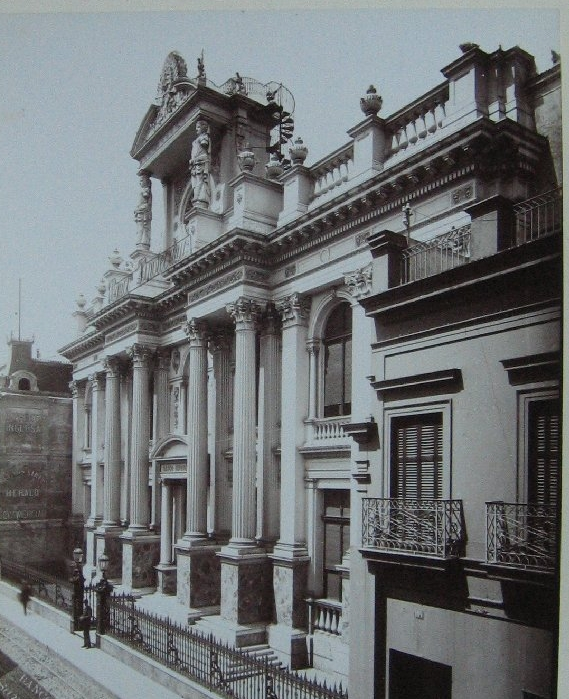
El edificio de San Martín 275, cuando aún era Banco Hipotecario.

El Banco Central está conformado por varios edificios que nuclean la manzana delimitada por las calles Tte. Gral Juan D. Perón, Reconquista, San Martín y Sarmiento, en la city financiera del céntrico barrio de San Nicolás, ciudad de Buenos Aires.
En el momento de su fundación, el banco ocupó el edificio de la calle San Martín n.º 275, hasta entonces sede de la Caja de Conversión desde 1907. Había sido proyectado por los arquitectos Henry Hunt y Hans Schröeder, y construido entre los años 1872 y 1876 para alojar al Banco Hipotecario. Ante la necesidad de ampliar las incipientes instalaciones, el contrafrente de la antigua casa bancaria fue reformado, y en el centro de la manzana se construyó en 1937 un edificio que se denominó Central, con acceso por el edificio del ex Banco Hipotecario, que se terminó en 1940.

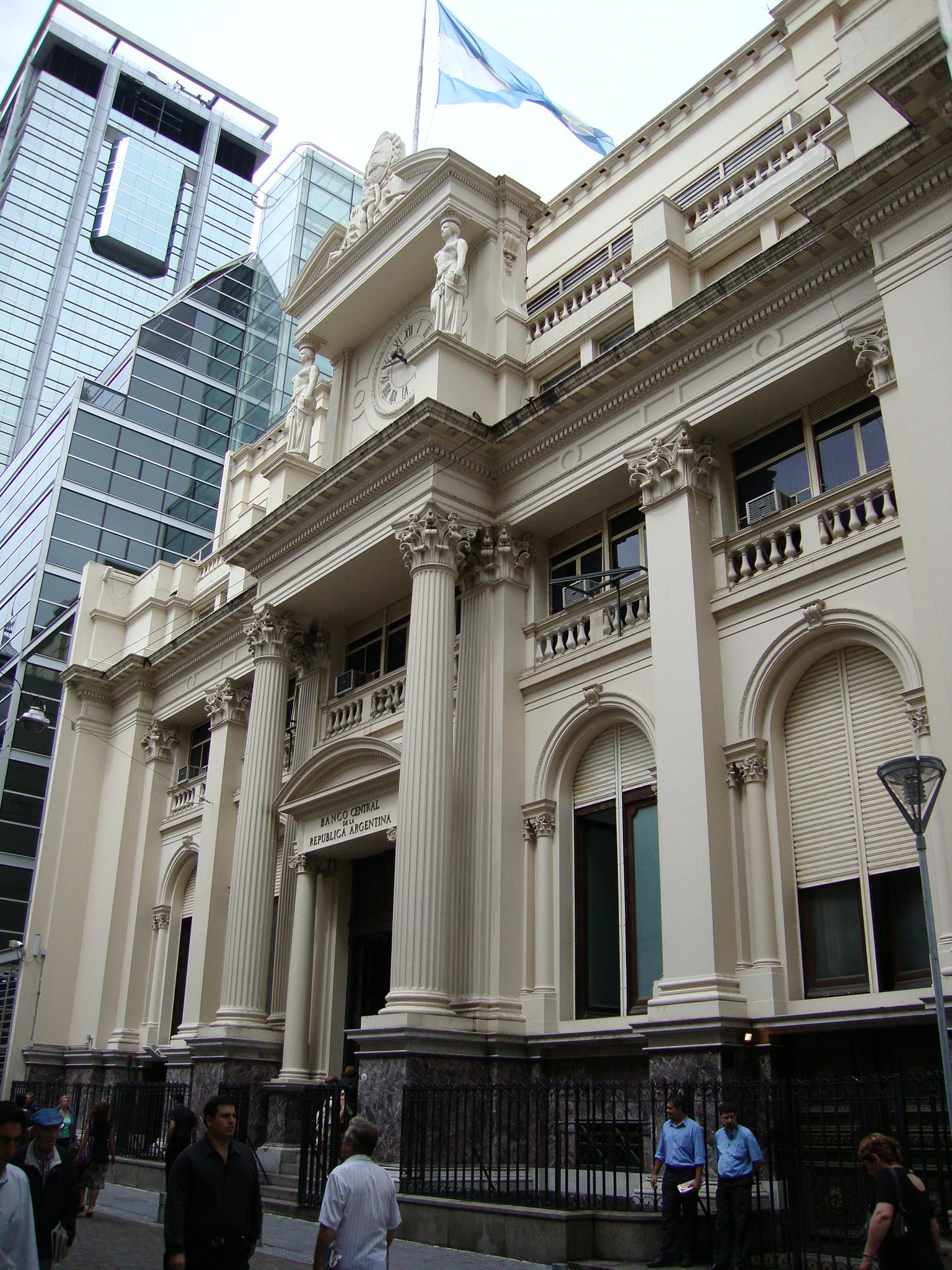
Edificio de Reconquista 266. A la izquierda, parte del Anexo Reconquista 250.

También en 1940 se iniciaron las obras del tercer edificio del BCRA, con entrada por la calle Reconquista n.º 266, y conectado mediante el edificio Central al de la calle San Martín. Su fachada es casi idéntica al viejo edificio de San Martín 275, unificando construcciones separadas por casi 50 años de antigüedad.
En 1942 el Banco Central adquirió el edificio de la calle San Martín n.º 216, también proyectado por Hunt y Schroeder, como tercera sede de la Bolsa de Comercio de Buenos Aires. Había sido construido entre 1860 y 1862, hasta el año 2004 funcionó allí la Biblioteca Dr. Raúl Prebisch. Actualmente todo el edificio es ocupado por el Museo Histórico y Numismático Héctor Carlos Janson.
En 1946 el banco anexó el edificio contiguo a su sede, en la calle San Martín n.º 235. Era propiedad de la compañía de seguros La Inmobiliaria, había sido proyectado por el arquitecto Gino Aloisi en estilo neorrenacentista italiano, e inaugurado en 1920. El Banco Central lo modificó en 1960.
Con el propósito de agregar más espacio para las instalaciones del banco junto a la Sede Central, se llamó a un concurso de proyectos en 1999 para un nuevo anexo. Los ganadores fueron los arquitectos Di Tata y Romero, y el edificio se inauguró en 2001. Se trata de un cuerpo vidriado que aloja a la Superintendencia de Entidades Financieras y Cambiarias, que al mismo tiempo proveyó un acceso directo al edificio Central, en el centro de la manzana.

## Evolución de las Reservas Internacionales[62]
| AÑO        | 1996   | 1997   | 1998   | 1999   | 2000   | 2001   | 2002   | 2003   | 2004   | 2005   | 2006   | 2007   | 2008   | 2009   | 2010   |
| Millones $ | 23 330 | 29 769 | 31 736 | 33 100 | 34 234 | 15 232 | 10 476 | 14 119 | 19 646 | 28 077 | 32 037 | 46 176 | 46 386 | 47 967 | 52 145 |

| AÑO        | 2011   | 2012   | 2013   | 2014   | 2015   | 2016   | 2017   | 2018   | 2019   | 2020 | 2021   | 2022   | 2023   |
| Millones $ | 46 376 | 43 290 | 30 599 | 31 443 | 25 563 | 39 308 | 55 055 | 65 806 | 44 848 |      | 44 848 | 44 598 | 20 949 |

| 2008 | 2009 | 2010 | 2011 | 2012 | 2013 | 2014 | 2015 | 2016 | 2017 | 2018 | 2019 | 2020 | 2021 | 2022 | 2023Nov |
| ---- | ---- | ---- | ---- | ---- | ---- | ---- | ---- | ---- | ---- | ---- | ---- | ---- | ---- | ---- | ------- |
| 35.2 | 41.1 | 33.8 | 30.3 | 16.8 | 15.5 | 9.0  | 1.4  | 10.8 | 27.9 | 14.7 | 12.1 | 3.2  | 1.8  | 3.8  | 10.9    |

| Ene | Feb | Mar | Abr | May | Jun | Jul  | Ago | Sep | Oct  | Nov  |
| --- | --- | --- | --- | --- | --- | ---- | --- | --- | ---- | ---- |
| 3.1 | 1.7 | 0.4 | 0.5 | 1.3 | 5.6 | 10.5 | 8.7 | 9.1 | 10.2 | 10.9 |

Los números en rojo indican que las reservas son negativas en ese valor; por ejemplo, en 2015, las reservas eran negativas en 1.400 millones de dólares.